# Concatedral de San José (Brooklyn)
La Concatedral de San José  (en inglés: Co-Cathedral of St. Joseph) es un templo católico de la Diócesis de Brooklyn ubicado en el 856 de la Calle Pacífic entre las avenidas Vanderbilt y Underhill, en la zona de Prospect Heights de Brooklyn en la ciudad de Nueva York, al norte de Estados Unidos. Fue construida en 1912 en el estilo colonial español, en sustitución de una iglesia anterior construida en 1861. La parroquia fue fundada en 1850 para servir a la gran población de inmigrantes que se movía en la ciudad de Brooklyn en ese tiempo. 
El 14 de febrero de 2013, el Papa Benedicto XVI aprobó la petición del obispo Nicholas DiMarzio Anthony de que la iglesia diocesana fuese designada como la concatedral, porque la basílica catedral de St. James (Santiago) se volvió demasiado pequeña para contener liturgias diocesanas.  Además, se tomó en cuenta su ubicación privilegiada, cerca del Barclays Center (recientemente inaugurado) y el auge de la construcción que incluyó 16.000 nuevos apartamentos en la zona. La iglesia puede albergar 1.500 fieles. El edificio fue sometido a una renovación reciente.

## Véase también

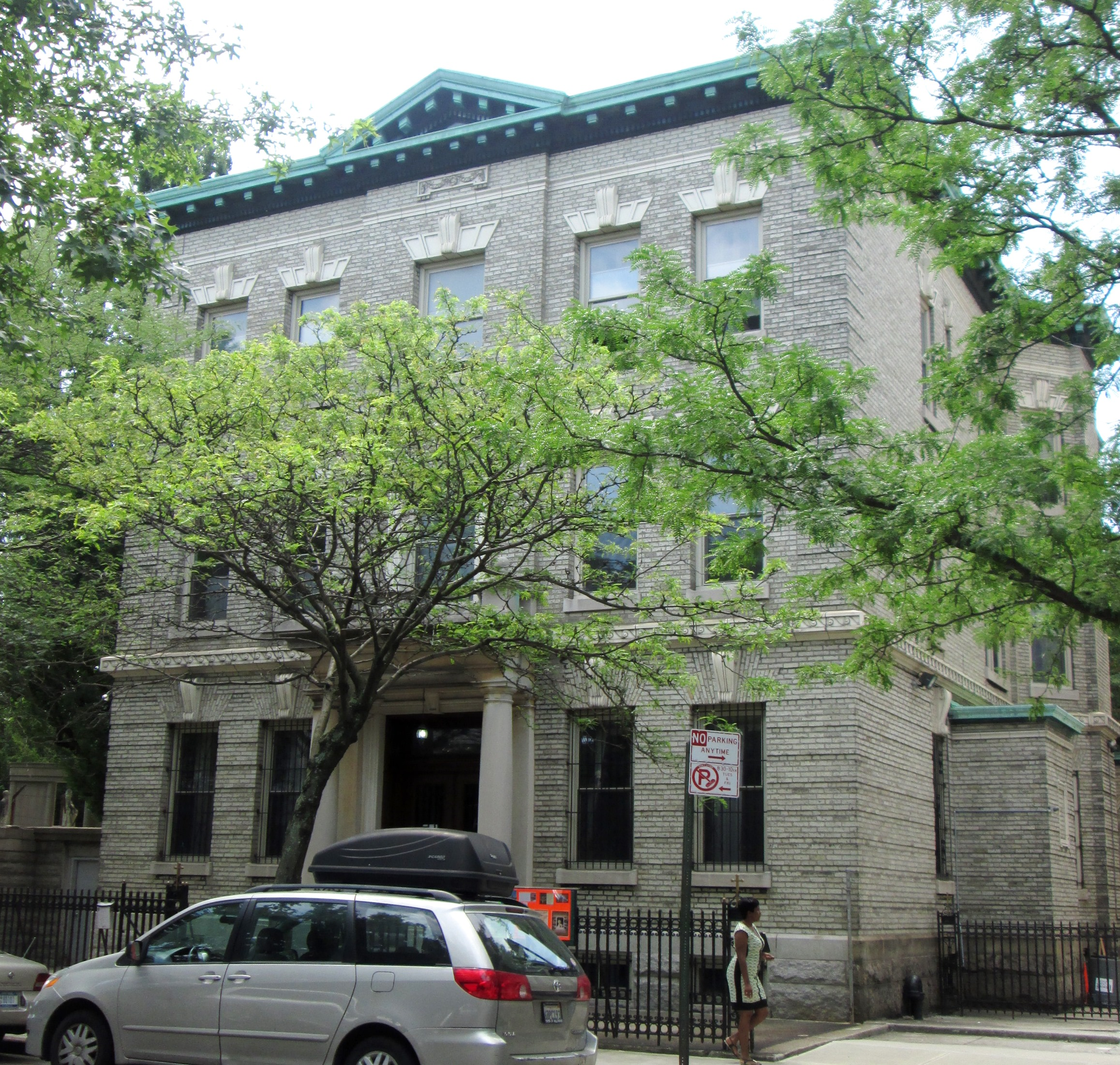
Vista de la rectoría de la Catedral